# San Esteban (Cangas del Narcea)
San Esteban es una aldea española de la parroquia de Cibuyo, perteneciente al concejo de Cangas del Narcea, en Asturias.

## Historia
Hacia mediados del siglo XIX, el lugar era referido ya como perteneciente a la parroquia de Cibuyo del municipio de Cangas de Tineo.
En 2024, la entidad singular de población de San Esteban, encuadrada dentro de la entidad colectiva de Cibuyo, tenía empadronados 14 habitantes, todos ellos en diseminado.